# 러시아 2월 혁명
2월 혁명(러시아어: Февральская революция)은 제1차 세계 대전 중인 1917년 3월 8일에 러시아에서 일어난 러시아 혁명이다. 로마노프 왕조가 세운 제국이 무너지고 러시아 황제 니콜라이 2세는 폐위되었으며, 러시아 제국은 멸망했다. 이후 몇년 간의 혁명과 내전을 거쳐 소비에트 연방의 설립으로 이어졌다.
이 당시 러시아 제국에서는 현재 일반적으로 사용되고 있는 그레고리력과는 다른 율리우스력이 채용되고 있었으며, 두 달력 간에 13일의 차이가 존재했다. 따라서 혁명은 현재의 그레고리력으로 3월에 일어났지만, 율리우스력으로는 2월에 일어났던 것이다. 당시 혁명에 참여한 이들은 러시아 제국의 수도 페트로그라드의 여성, 노동자였으며, 사병들이 혁명에 참여하며 '페트로그라드 노동자, 병사 소비에트'로 단결하였다. 민중들이 2월 혁명에 참여한 이유는 러시아 제국의 제1차 세계 대전 참전으로 극도의 생활고가 발생했기 때문이다.

## 배경
사라예보 사건을 계기로 1914년에 발발한 제1차 세계 대전은 유럽의 강국을 끌어 들여 각 국은 총력전을 펼쳤다. 러시아 제국도 세르비아와의 상호 협약에 의해 오스트리아와 독일에 선전포고를 하고 오스트리아 방면에서 서전을 승리로 장식했다. 그러나 독일전에서는 1914년 타넨베르크 전투와 이듬해 1915년 고를리체-타르누프 전투를 시작으로 패배가 이어졌고, 러시아 국내에서는 길고, 고통스러운 전시 생활에 대한 불만이 높아지고 있었다. 황제에 대한 농민의 존경은 변함이 없었지만, 라스푸틴이 영향력을 행세하는 독일 제국 출신의 알렉산드라 황후에게는 노골적인 불만을 나타내는 등 국내의 불안 요인이 짙어지고 있었다.

## 혁명 발발
국제 여성의 날이었던 1917년 2월 23일 러시아의 수도 페트로그라드(지금의 상트페테르부르크)에서 식량 배급의 개선을 요구하는 시위가 벌어졌다. 이 시위는 수만 명 규모까지 확대되었지만, 처음에는 온건하게 진행되었으며, 수도의 치안을 담당한 하바로프 장군도 경찰과 기병대의 투입만으로도 충분할 것이라고 생각했다. 그러나 시위의 규모는 점점 커졌고, 도시 노동자 대부분이 참여하게 되었다.
총리인 니콜라이 골리친은 사태 수습을 포기하고 전선의 니콜라이 2세에게 사임을 제안했지만, 황제는 이를 거부했고 하바로프에게 시위를 진압하도록 명령했다. 26일 시내 중심의 넵스키 대로의 시위대에 경찰 부대가 발포하여 다수의 시민 사상자가 발생했다. 이 사건에 대해 파블로프스키 연대 소속의 일부가 병사가 반란을 일으켰다. 시내에 주둔한 다른 연대에서도 반란병의 진압과 노동자 측의 참여에 혼란스러워 했다.
두마 의장 미하일 로쟌코는 대본영에 있는 니콜라이 황제에게 수도가 무질서 상태에 있다는 것을 신속하게 알리고, 새로운 내각을 조직하여 민중의 불만을 가라앉힐 것을 요청했다. 이 연락을 받은 니콜라이 2세는 이바노프 장군에 몇 개 연대를 수도로 보내 반란을 진압하도록 명령했다.
다음 날이 되자 다른 연대의 귀추도 결정되어 있었다. 볼린스키 연대는 병사가 상사를 사살하고 거리로 나섰다. 저녁 때 또 다른 연대가 반란에 가담하면서 반란 병사의 규모는 수만 명에 달하고 있었다. 트로츠키의 《러시아 혁명사》에 따르면, 봉기에 참여하지 않은 것은 휴가를 보내고 있었던 부대뿐이었다고 말하고 있다. 반란 병사와 노동자는 내무부, 군사령부, 경비대 사령부, 경찰, 무기고 등을 습격하여 무기를 손에 넣었다. 하바로프 장군은 해군 본부 건물에서 농성을 시도했지만, 병사의 탈주는 그치지 않았고 부대는 즉시 해산되었다. 27일에는 모스크바에서, 3월초에는 다른 도시에서도 혁명이 시작되었고, 군부대도 거기에 동조하고 있었다.

## 소비에트 결성
의회 해산을 황제에게 명받은 의장 로쟌코는 이러한 혼란을 보고 의회 의원 12명으로 구성된 임시위원회를 설치했다. 황제에 대한 충성에도 불구하고 로쟌코는 다음날 새벽 위원회가 정권을 장악하기로 결정하고 2월 28일에는 각 부처를 접수했다.
그즈음 멘셰비키 소속 의원이나 노동자 대표 등으로 1905년과 비슷한 소비에트의 결성을 호소할 수 있었다. 이날 밤 회의에서 임시 위원이었던 멘셰비키의 니콜라이 치헤이제가 의장으로, 임시 위원으로 당시 혁명파 의원으로 유력자로 주목 받고 있던 사회 혁명당 의회 의원 케렌스키를 부의장으로 하고 페테르부르크의 소비에트가 결성되었다. 동시에 선출된 집행위원 15명 가운데 급진적인 혁명을 주창하는 볼셰비키는 2명뿐이었다.

## 같이 보기
- 러시아 혁명
- 10월 혁명